# Czerwony i niebieski
Czerwony i niebieski (wł. Il rosso e il blu) – włoski dramat filmowy z 2012 roku w reżyserii Giuseppe Piccioniego. Adaptacja powieści Marco Lodoliego pt. „Il rosso e il blu, cuori ed errori nella scuola italiana”.

## Fabuła
Obraz współczesnej szkoły średniej na przedmieściach Rzymu. W placówce tej ścierają się różne podejścia i osobowości w gronie pedagogicznym: młody, uparty nauczyciel-idealista, pragnący zmienić świat; doświadczony, cyniczny profesor, który twierdzi otwarcie, że dzisiejsi uczniowie niczego nie rozumieją; rygorystyczna dyrektorka szkoły, uważająca, że szkolne brudy należy prać tylko w obrębie jej murów.

## Obsada
- Margherita Buy jako Giuliana
- Riccardo Scamarcio jako profesor Giovanni Prezioso
- Roberto Herlitzka jako profesor Fiorito
- Silvia D’Amico jako Angela Mordini
- Gene Gnocchi jako kolega Giuliany
- Davide Giordano jako Enrico Brugnoli
- Elena Lietti jako Emma Tassi
- Nina Torresi jako Melania

## Produkcja
Zdjęcia kręcono w Rzymie.